# Staraja Stanica (starostanicznoje sielskoje posielenije)
Staraja Stanica (ros. Старая Станица) – chutor w Rosji, w obwodzie rostowskim, w rejonie kamieńskim. W 2010 liczył 8508 mieszkańców.